# Chiesa di San Leonardo (Serra Pistoiese)
La chiesa di San Leonardo è una chiesa situata a Serra Pistoiese, frazione di Marliana, in provincia di Pistoia.
Assunse le dimensioni attuali dopo la parziale distruzione del castello da parte di Castruccio Castracani nel 1327; il suo interno, diviso in tre navate, conserva capitelli romanici scolpiti e imponenti altari settecenteschi, oltre a un notevole patrimonio di argenti (oggi esposti nel Museo Diocesano di Pistoia), dipinti e sculture.
Fra queste, la raffinata Madonna col Bambino in terracotta policroma degli inizi del secolo XVI, visibile entro l'altare in testa alla navata sinistra.
Nella Compagnia del Santissimo Sacramento è conservata una scultura analoga, ma di più ridotte dimensioni e molto ridipinta.